# Itodacnus
Itodacnus là một chi bọ cánh cứng trong họ 
Elateridae.
Chi này được miêu tả khoa học năm 1885 bởi Sharp.

## Các loài
Các loài trong chi này gồm:
- Itodacnus blackburnianus Sharp, 1908
- Itodacnus chloroticus Sharp, 1908
- Itodacnus collaris Sharp, 1908
- Itodacnus coruscus (Karsch, 1881)
- Itodacnus gracilis Sharp, 1885
- Itodacnus kauaiensis Sharp, 1908
- Itodacnus major Sharp, 1908
- Itodacnus nihoae Samuelson & Johnson, 1995
- Itodacnus novicornis Van Zwaluwenburg, 1926
- Itodacnus paradoxus Samuelson & Van Zwaluwenburg, 1967
- Itodacnus sordidus Sharp, 1908